# 蕭樛
蕭樛（6世纪—552年5月2日），南朝梁朝宗室。為昭明太子蕭統之孫，豫章王蕭歡第三子，萧栋之弟。
551年10月2日，侯景逼迫梁簡文帝禅位给萧栋。552年1月1日，侯景廢蕭棟為淮陰王，自立為漢帝，並將蕭棟與其弟蕭橋、蕭樛囚禁在密室之中。侯景被王僧辩击败逃走，蕭棟、蕭橋兄弟逃出密室，相扶而出，遇到将军杜崱后才去除镣铐。蕭樛认为：“现在可以免除横死了。”萧栋认为：“祸福难知，我仍然害怕。”梁元帝想要让王僧辩解决萧栋兄弟，王僧辩表示：“平贼之谋，臣为己任；成济之事，请别举人”。梁元帝于是再命宣猛将军朱买臣杀萧栋。三月辛卯（5月2日），朱买臣请萧栋三兄弟上船饮酒，朱买臣把他们沉入长江。